# Флаг Таллина
Флаг Та́ллина — один из официальных символов столицы Эстонской Республики; флаг представляет собой переменное чередование синих и белых полос. Флаг был официально зарегистрирован 18 ноября 1996 года государственным секретарём Эстонии.

## Описание
Флаг Таллина состоит из трёх синих (Pantone 285) и трёх белых полосок одинаковой ширины, чередующихся в горизонтальном положении; синяя выше, белая ниже. Соотношение сторон флага — 1:2 (иногда 1:3), стандартный размер — 1600×800 мм.

## История
Впервые изображение флага было зафиксировано в нюрнбергском Геральдическом атласе середины XVIII века и использовался флаг как официальный символ торгового флота Ганзейского союза, а именно купеческих судов «Ливонской четверти»: Риги и Ревеля (Таллина).
В 1918 году флаг использовался остзейскими-немцами в балтийском ополчении и задумывался как официальный флаг создаваемого государства Балтийское герцогство. «Цвета Таллина» с 1918 года изображены на знамени таллинской бригады Союза обороны Эстонии, с 1930 года — на знамени скаутской организации «Нооред Коткад» («Молодые орлы»).
С 1940 по 1988 год, с началом советизации Эстонии и вхождения Эстонской ССР в состав СССР, флаг практически не использовался. 18 ноября 1996 года флаг был официально зарегистрирован как официальный флаг города Таллина в уставе города.